# Heredia
Heredia je kostarikanski grad koji se nalazi u istoimenoj provinciji. Grad trenutno prolazi brzi proces industrijalizacije, a nalazi se 10 kilometara sjeverno od glavnog grada zemlje, San Joséa.

## Povijest
Prije osnivanja, područje oko Heredie je bio naseljeno domorodačkim plemenom poznatom kao Huetares. Godine 1706. doseljenici iz Cartaga, sagradili su crkvicu na mjestu koje se zove "Alvirilla", koji je uskoro postupno naseljava. 1736. Heredia je postala dovoljno velika da dobije svoju župu, a sagrađena je župna crkva. Biskup Nikaragve i Kostarike, Monseñor Pedro Agustín Morel de Santa Cruz osniva prvu školu kojom je upravljala crkva. Grad je preimenovan u Heredia u čast generala i političara Alonsa Fernándeza de Heredie. Općina Heredia je osnovana 19. svibnja 1812, a 1824 Heredia je unaprijeđen u gradu. Ustav je 1848 Heredi dodijelio status glavnog grada provincije i unaprijedio ga u kanton, te mu dodjeljuje sedam župa.
Za kratko razdoblje 1830., Heredia je bio glavni grad Kostarike.  Središte je jednog od najvećih fakulteta u Kostariki koji prihvaća studenate i iz drugih zemalja.

## Klima
Vrijeme je toplo tijekom cijele godine, kiše su raspoređene tijekom cijele godine, ali kišno razdoblje je od svibnja do listopada. 

## Gradovi prijatelji
- Marietta[U kojoj saveznoj državi?], SAD
- Matagalpa, Nikaragva

## Vanjske poveznice
- www.heredia.go.cr/